# Hitachi
|  | No s'ha de confondre amb Hitachi (ciutat). |

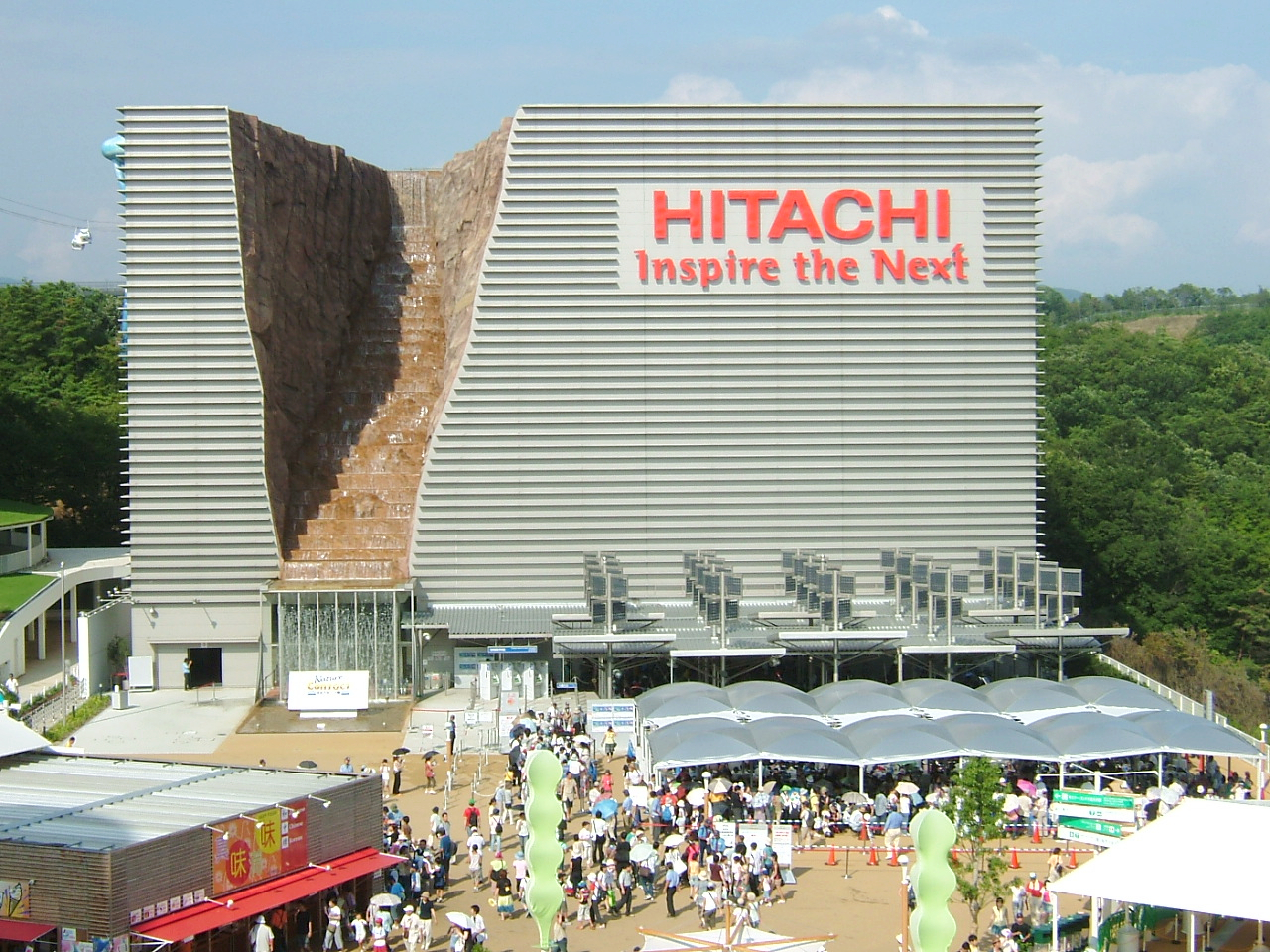
Hitachi.

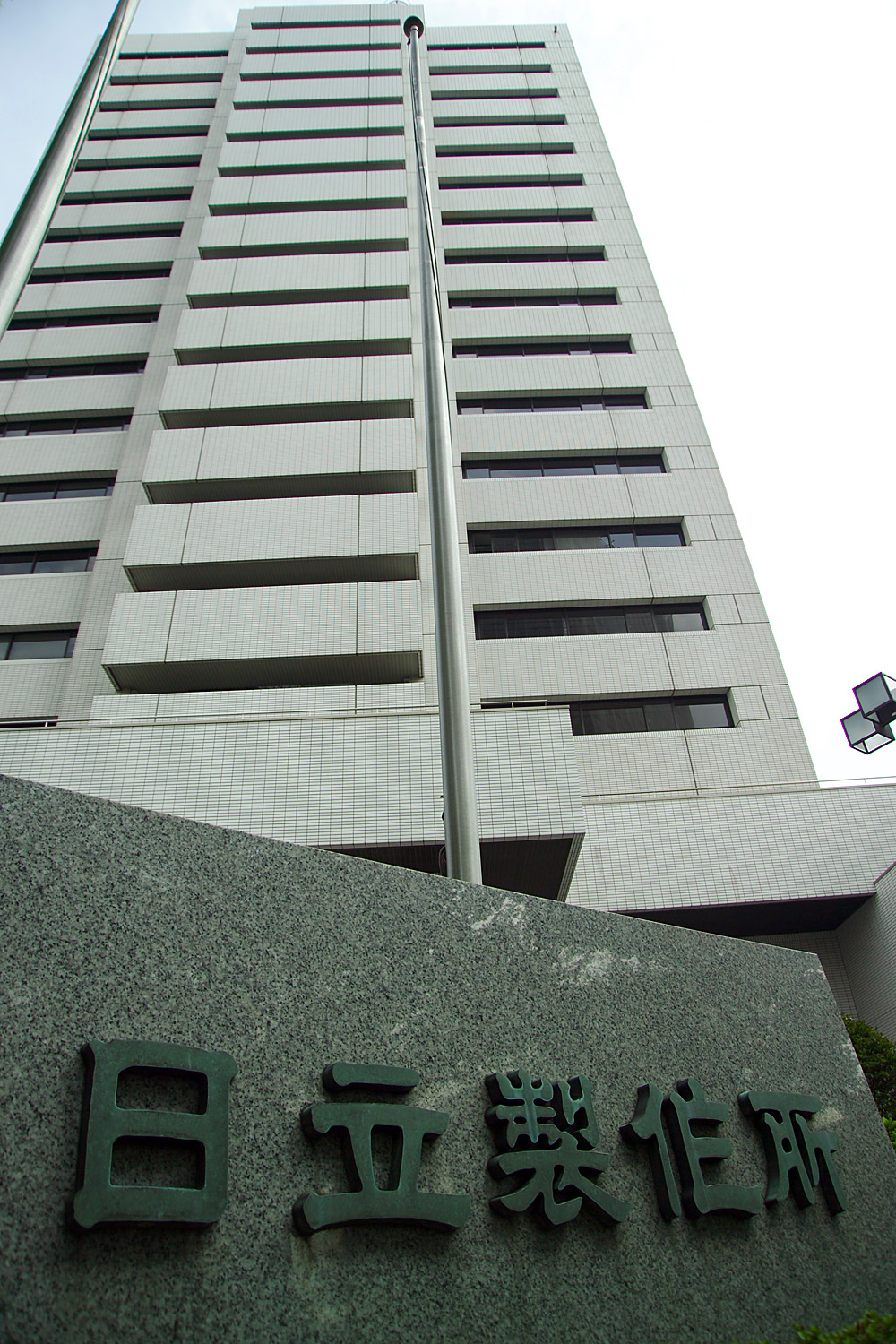
Edifici d'Hitachi.

Hitachi és una empresa japonesa amb seu al barri de Marunouchi de Tòquio. La companyia va ser fundada el 1910 com una botiga de reparació d'equipaments elèctrics. Hitachi produeix una gran varietat d'electrònica de consum i proporciona productes per a altres fàbriques per exemple circuits integrats i altres semiconductors.

## Història
Avui Hitachi és una de les empreses manufactureres líders en tecnologia. En el transport, Hitachi va dissenyar amb Nissho Iwai els trens Ael i Aez, usats des de 1973 i comprats aquell mateix any per part de l'empresa de ferrocarrils de l'estat de Xile.

## Productes i Serveis
Hitachi divideix les seves operacions en set segments industrials. Aquests segments estan llistats a baix, junt amb els seus productes i serveis oferts per cada un.
Sistemes de la informació i telecomunicacions
- Sistemes de integració
- Serveis d'outsourcing
- Software
- Discs Durs - Hitachi GST
- Subsistemes Disk Array
- Servidors
- Mainframes
- Equips PC
- Equip de Telecomunicacions
- Caixers automàtics

Electrònics
- Pantalles LCD
- Semiconductors
- Equips proves i mesuraments
- Equips mèdics

Energia i sistemes industrials
- Plantes Nuclears, Tèrmiques i Hidroelèctriques
- Maquinària Industrial i Plantes
- Productes per a Automòbils
- Maquinària de Construcció
- Elevadors
- Escaladors
- Vehicles de Guies

Mitjans Digitals i Productes de Consum
- Dispositius de discs òptics
- Televisors de plasma i LCD
- Projectors LCD
- Telèfons mòbils
- Refrigeradors
- Rentadores
- Mitjans d'emmagatzemament
- Bateries
- Equips d'aire condicionat